# 劉翽
劉翽（りゅう かい、泰始7年（471年）- 建元元年5月20日（479年6月25日））は、南朝宋の皇族。随陽王。明帝劉彧の十男。字は仲儀。

## 経歴
劉彧と杜修華のあいだの子として生まれた。元徽4年（476年）8月、南陽王に封じられた。昇明元年（477年）7月、使持節・都督郢州司州之義陽諸軍事・西中郎将・郢州刺史とされた。任を受けないうちに、都督湘州諸軍事・南中郎将・湘州刺史に転じた。湘州に赴任せず、前将軍の号を受けた。昇明2年（478年）11月、随陽王に改封された。
建元元年（479年）4月、斉が建てられると、劉翽は舞陰県公に降封された。同年5月、謀反の罪により、死を賜った。

## 伝記資料
- 『宋書』巻90 列伝第50
- 『南史』巻14 列伝第4